# Журавльов Олександр Никифорович
Олекса́ндр Ники́форович Журавльо́в (нар. 1 вересня 1945, Ворошиловград) — радянський футболіст, захисник. По завершенні ігрової кар'єри — футбольний тренер.
Як гравець насамперед відомий виступами за «Зорю», а також національну збірну СРСР.

## Клубна кар'єра
У дорослому футболі дебютував 1967 року виступами за рідний клуб «Зоря», в якому провів чотири сезони, взявши участь у 91 матчі чемпіонату. Більшість часу, проведеного у складі «Зорі», був основним гравцем захисту команди.
Протягом сезону 1970 року захищав на правах оренди кольори клубу «Шахтар» (Кадіївка)
1971 року повернувся до «Зорі», за який відіграв ще дев'ять сезонів. Граючи у складі «Зорі» знову здебільшого виходив на поле в основному складі команди. Завершив професійну кар'єру футболіста виступами за команду «Зоря» Луганськ у 1979 році

## Виступи за збірну
29 червня 1972 року дебютував в офіційних матчах у складі національної збірної СРСР в грі проти збірної Уругваю, на Кубку незалежності в Бразилії, що завершилася перемогою «червоних» з рахунком 1-0. На тому ж турнірі Журавльов зіграв ще два матчі. Більше до лав збірної гравець не викликався.

## Кар'єра тренера
Розпочав тренерську кар'єру, повернувшись до футболу після тривалої перерви, в січні 1985 року, очоливши «Зорю». Під його керівництвом команда провела весь сезон 1985 року, після чого, в грудні того ж року, Журавльов покинув команду.
В червні 1995 року Олександр знову очолив тренерський штаб рідної «Зорі», проте вже в грудні того ж року пішов з команди через незадовільні результати.

## Досягнення
- Чемпіонат СРСР
  -  Чемпіон (1): 1972
- Кубок СРСР
  -  Фіналіст (2): 1974, 1975